# 灰褐噪鹛
灰褐噪鹛（学名：Garrulax palliatus），是画眉科噪鹛属的一种，分布于文莱、印度尼西亚和马来西亚。该物种的保护状况被评为近危。
灰褐噪鹛的栖息地包括亚热带或热带的湿润低地林和亚热带或热带的湿润山地林。